# 修飾麻疹
修飾麻疹（しゅうしょくましん）とは、過去のワクチン接種や母体からの移行抗体（乳児の場合）などにより、麻疹ウイルスに対する防御抗体を不十分ながらも有するヒトが、麻疹ウイルスに感染することによって罹患する軽症の麻疹疾患である。

## 原因
直接の原因は、通常の麻疹と同様、麻疹ウイルスに感染することである。麻疹ワクチン接種後、長期間麻疹ウイルスへの暴露なしに経過したヒトでは、麻疹ウイルスに対する抗体価が低下している。このため、ワクチン既接種者で免疫をいったんは獲得したものであっても、再びウイルスに対して感受性となってしまうことがある (Secondary vaccine failure)。しかしこのようなヒトはある程度の抗体を有していることや、T細胞に抗原情報が記憶されているために抗体産生が速やかに起こることなどから、麻疹に罹患しても軽症の経過をとることが多い。この軽症の麻疹を修飾麻疹と呼ぶ。ワクチン既接種者のほか、抗体を十分に有する母体から生まれてまだ期間が経っていない乳児、血液製剤の投与を受けているために抗体価を有しているワクチン未接種者などでも修飾麻疹の経過となることがある。

## 症状
麻疹に見られる下記のような症状はすべて見られうる。しかし、その一つ一つが軽症であったり、症状の一部を欠いたりすることが多く、全体として軽症の経過をとることが多い。その反面、症状がそろわなかったり、目立たないために麻疹と診断することが困難であり、蔓延を許す原因となる危険性もある。
カタル期
- 38 - 39℃の発熱、咳、鼻汁、眼脂など上気道の症状が出現する。通常の麻疹では2 - 3日目からKoplik斑が出現するが、修飾麻疹ではしばしばKoplik斑を欠く。また、修飾麻疹ではカタル期自体が欠けることも多い。

発疹期
- 半日ほどの解熱期間の後、全身の発疹の出現とともに再び発熱 (39 - 40℃) し、72時間前後継続する。発疹は特に体幹では癒合傾向を示し、後に色素沈着を残す。気道症状は上気道から下気道に及び、犬吠様咳嗽や湿性咳嗽が出現し、しばしば肺炎（細菌性二次感染によるもの、ウイルス自体による間質性肺炎いずれもありうる）を合併する。下痢も伴うことが多く、特に乳幼児では経口摂取が低下するために脱水を来たすことも多い。乳幼児では気道症状と脱水による衰弱、成人では肺炎による呼吸困難のために入院加療を要することも多い。ただし、修飾麻疹では発熱の程度、期間ともに軽症となることも多く、下気道症状や下痢の合併は少ない。発疹も、体幹より末梢で強いことが多く、色素沈着を残さないこともしばしばある。

二次感染（合併症）
- 成人例では細菌性肺炎が見られうる。乳幼児では肺炎もしばしば見られるが、中耳炎の合併が極めて多い。

## 診断
上記｢症状｣のような典型的な症状が見られる場合、麻疹の診断は容易であるが、修飾麻疹ではしばしば典型的ではない症状･経過をとるため、診断が難しくなる。鑑別すべき疾患としては、風疹、EBウイルス、エンテロウイルス属など他のウイルス感染症、マイコプラズマなどの非定型細菌感染症のほか、薬疹でもしばしば麻疹に類似した発疹を見る。修飾麻疹は臨床症状からの診断が困難であるため、診断のためには臨床検査を必要とする。感度･特異度ともに高いのは血清抗体価測定である。血清抗体価の測定法には数種あるが、EIA法が感度が高く、信頼性が高い。血清抗体価のうち、抗麻疹ウイルスIgG抗体は過去の感染歴（またはウイルス接種歴）、IgM抗体は現在の感染を示唆する。IgG、IgMの組み合わせにより、おおむね以下のように判定される。
- IgG陽性、IgM陰性 ... 過去の感染あるいはワクチン接種により、麻疹ウイルスに対する免疫を有する。
- IgG陰性、IgM陽性 ... 典型麻疹の急性期。
- IgG陰性、IgM陰性 ... 麻疹感受性者（既往歴もワクチン接種歴もないもの）。
- IgG陽性、IgM陽性 ... 既に免疫のあるものの急性感染（修飾麻疹）、または麻疹の回復期。

## 治療
ウイルス自体を駆除する治療法は存在しない。解熱剤、鎮咳去痰薬、輸液などによる対症療法を行う。修飾麻疹では少ないが、間質性肺炎による呼吸困難のある場合には酸素投与や、ステロイドパルス療法などが必要となる場合もある。細菌性二次感染の予防のために抗菌薬を予防投与することは推奨されない（特に修飾麻疹では）が、二次感染が見られた場合には抗菌薬により治療する。

## 予防
ワクチンを遠隔期に2回接種することで、抗体価の上昇（ブースター効果）を得て修飾麻疹を予防することができる。2006年4月から、日本でも麻疹・風疹混合ワクチンの2回接種に改められた。特に医療従事者や教諭など、麻疹接触機会が多くなる可能性のあるものでは、就職時に麻疹抗体価を測定し、抗体価が不十分な場合生ワクチン接種を受けることが勧められる。ただし、抗体価を有しているものにワクチン接種を行っても副反応が強くなることはないため、抗体価測定を行わずに、就職時に一律にワクチン接種を行う方法もある。

## 関連法規
- 感染症法